# Freinsheim
Freinsheim é uma cidade da Alemanha localizada no distrito (Kreis ou Landkreis) de Bad Dürkheim, na associação municipal de Verbandsgemeinde Freinsheim, no estado da Renânia-Palatinado.